# Yann Arthus-Bertrand

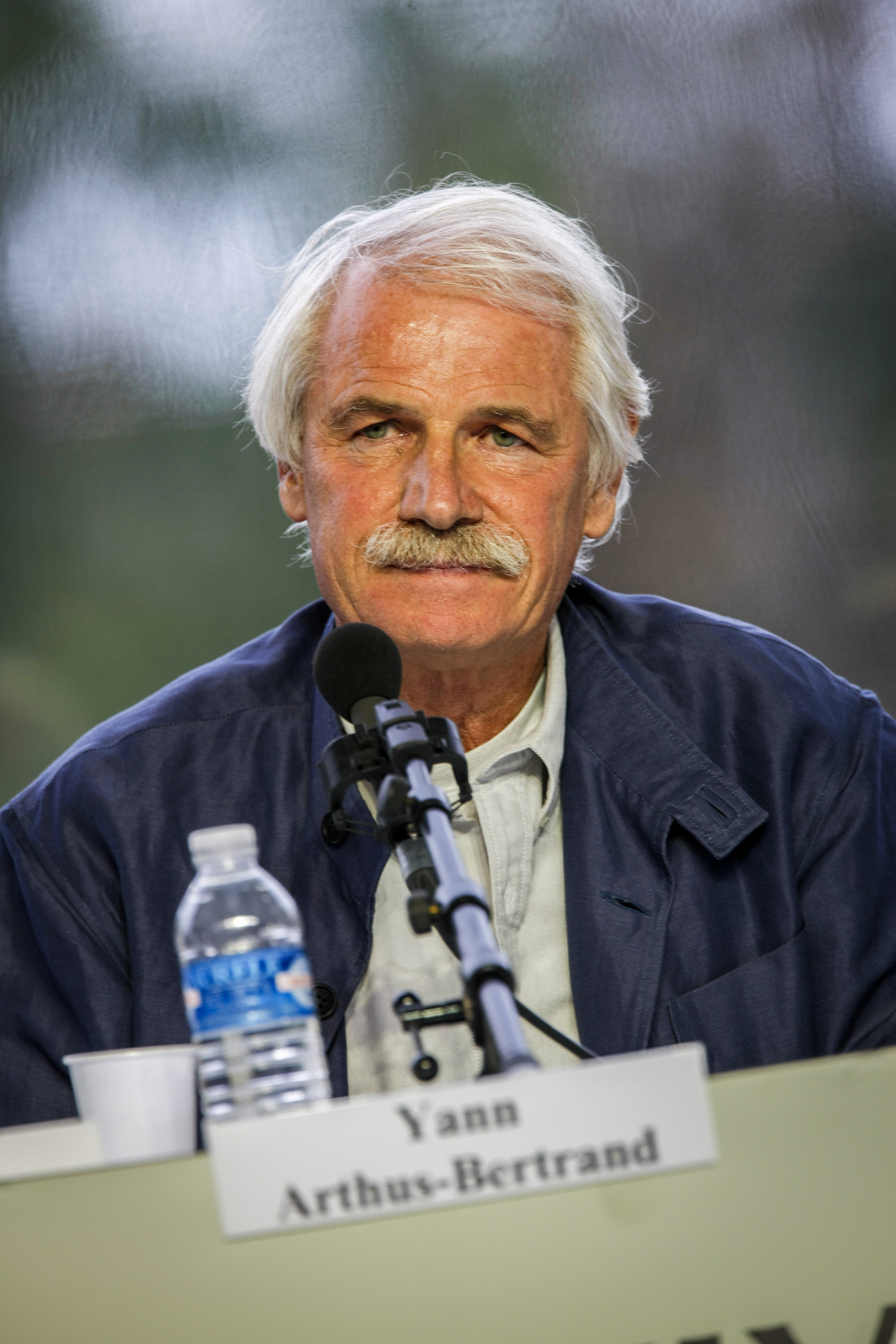
Yann Arthus-Bertrand, 2009

Yann Arthus-Bertrand (* 13. März 1946 in Paris) ist ein französischer Fotograf, Journalist, Reporter und Umweltschützer. Er arbeitet als Foto-Journalist im Bereich Sport und Natur. Seine spektakulären Luftbildaufnahmen in Büchern und Filmen machten ihn international bekannt.

## Leben
Yann Arthus-Bertrand stammt aus einer Familie von Medailleuren und Juwelieren. Zunächst arbeitete er als Regieassistent und trat auch als Schauspieler in zwei Spielfilmen (1965 und 1970) auf. 1976 lebte der studierte Biologe, der in Frankreich einen Tierpark verwaltet hatte, mit seiner Frau Anne für drei Jahre im kenianischen Nationalpark Masai Mara, um das Leben einer Löwenfamilie fotografisch zu dokumentieren. Um diese Verhaltensstudien finanzieren zu können, vermietete er den zu Beobachtungszwecken genutzten Heißluftballon an Touristen und entdeckte dabei seine Leidenschaft für die Fotografie aus der Vogelperspektive. Weitere Fotoreportagen schlossen sich an, er nahm an insgesamt zehn Autorallyes Paris-Dakar teil, an den Tennisturnieren der French Open, am jährlichen Salon international de l’agriculture in Paris und fotografierte auch die Zoologin Dian Fossey bei den Berggorillas in Ruanda.
Arthus-Bertrand veröffentlicht in international angesehenen Magazinen wie Paris Match, Le Figaro Magazine, stern, Geo, Airone, Life und National Geographic. Bei einem Bildband über Paris verwendete er erstmals seit Jahrzehnten wieder den Blickwinkel „von oben“.

## Engagement für den Umweltschutz
1993 begann Arthus-Bertrand das von der UNESCO geförderte Projekt Earth from above (Die Erde von oben), eine fotografische und filmische Inventur der Erde. Eine Auswahl dieser Bilder ließ er im Freien an den Boulevards der Stadt Paris ausstellen. Dabei wurden die großformatigen Bilder, die zum Teil an den schmiedeeisernen Zäunen des Jardin de Luxembourg befestigt waren, auch nachts beleuchtet. Als Wanderausstellung konzipiert, wurden diese Aufnahmen in 110 Städten gezeigt.
2004 erschien der entsprechende, knapp einstündige Kinofilm Die Erde von oben von Regisseur Renaud Delourme.
2005 gründete Arthus-Bertrand die Nichtregierungsorganisation GoodPlanet, eine Umwelt-Organisation, die 2009 in eine Stiftung umgewandelt wurde. Abgesehen von verschiedenen Informationskampagnen über Umweltschutz lancierte Arthus-Bertrand in deren Rahmen vor allem zwei Projekte:
- Das Projekt Action Carbone[4][5] ermöglicht es Gesellschaften, Institutionen und Individuen ihren Ausstoß an Treibhausgasen zu berechnen[6] zu reduzieren und zu kompensieren.
- Im Internet-Projekt 7 Milliarden Andere[7][8][9][10] geht es Arthus-Bertrand darum, zusätzlich zu seinen bisherigen bildlichen Darstellungen des Zusammenwirkens von Mensch und Natur, nun die Menschen auch zu Wort kommen zu lassen, vor allem bezüglich ihrer – für das Verhalten gegenüber der Natur wesentlichen – Lebenserfahrungen, Vorstellungen, Ängste, Hoffnungen und Wünsche. Dazu filmten er und sechs andere Kameraleute während vier Jahren (2003–2007) rund 6000 Menschen (etwa 1 Millionstel der Weltbevölkerung) in 75 Ländern der Erde bei der Beantwortung von jeweils vierzig gleichen Fragen,[11] wie z. B.: „Was haben Sie von Ihren Eltern gelernt?“, „Was wollen Sie Ihren Kindern weitergeben?“, „Welche Bewährungsproben mussten Sie bestehen?“, „Was bedeutet Ihnen die Liebe?“, „Was ist Krieg, nach Ihrer Meinung?“ oder „Was glauben Sie, geschieht nach dem Tode?“. Viele der entsprechenden Antworten sind im Internet in Form kurzer Videos einsehbar – je nach Sprachwahl französisch oder englisch übersetzt.

2009 erschien sein bisher größter Kinofilm Home (im Sinne von „unsere Heimat, die Erde“), der weltweit erstmals komplett aus der Luft gedrehte Dokumentarfilm in Spielfilmlänge, der als Einsatz für den Naturschutz verstanden wird und als „Hommage an Mutter Erde“. Was Arthus-Bertrand mit diesem Dokumentarfilm aber eigentlich zeigen will, ist der Wandel, die Deformierung und die Zerstörung des Planeten durch den Menschen. Wie Al Gore – mit seinem Film Eine unbequeme Wahrheit – ist auch Arthus-Bertrand überzeugt, der Film sei das geeignete Medium, um die Menschen aufzurütteln und ihnen dies bewusst zu machen. Um dieses Ziel möglichst weitgehend erreichen zu können, bestand Arthus-Bertrand von Anfang an darauf, dass der Film nach Fertigstellung ohne Filmrechte und jedermann frei verfügbar sein müsse – insbesondere auch im Internet.

## Auszeichnungen
- 2005: Peintre Officiel de la Marine („Offizieller Marinemaler“) der französischen Marine
- 2006: Ritter der Ehrenlegion
- 2006: Mitglied der Académie des Beaux-Arts
- 2008: Prix Georges-Pompidou
- 2008: Offizier des Ordre national du Mérite
- 2009: Champions of Earth Award
- 2013: Ritter des Ordre du Mérite agricole
- 2013: Komtur des Ordre des Arts et des Lettres

## Werke
- Löwen. Texte von Anne Arthus-Bertrand. Mosaik, München 1993, ISBN 3-576-10308-2.
- Marokko. Ein Porträt in Luftbildern. Texte von Anne Arthus-Bertrand. RV, Ostfildern 1994, ISBN 3-575-22014-X.
- Viechereien. Texte von Alain Raveneau. Müller Rüschlikon, Cham 1994, ISBN 3-275-01099-9.
- Griechenland von oben. Texte von Janine Trotereau. RV, München 1997, ISBN 3-575-22018-2.
- New York. Ein Porträt in Luftbildern. Texte von Jon Tauranac. RV, München 1998, ISBN 3-575-22020-4.
- Peter-Matthias Gaede (Hrsg.): Die Erde von oben. Ein Jahrhundert-Projekt. Frederking und Thaler, 1999, ISBN 3-89405-408-5.
- Katzen. Texte von Danièle Laruelle. Heyne, München 2001, ISBN 3-453-18643-5.
- Hunde. Texte von André Pittion-Rossillon. Heyne, München 2001, ISBN 3-453-18646-X.
- Die Erde von oben – für Kinder erzählt. Texte von Hubert Comte. Knesebeck, München 2002, ISBN 3-89660-117-2.
- Die Erde von oben. Tag für Tag. Knesebeck, München.

- Band 1: 2001, ISBN 3-89660-104-0.
- Band 2: 2003, ISBN 3-89660-181-4.
- Band 3: 2007, ISBN 978-3-89660-416-3.
- Band 4: 2009, ISBN 978-3-86873-032-6.

- Pferde. Texte von Jean-Louis Gouraud. Frederking und Thaler, München 2004, ISBN 3-89405-632-0.
- Die Türkei von oben. Texte von Janine Trotereau. Knesebeck, München 2004, ISBN 3-89660-250-0.
- Beruf: Fotograf. Zwischen Himmel und Erde. Biografie. Texte von Sophie Troubac. Knesebeck, München 2004, ISBN 3-89660-210-1.
- Frankreich von oben. Texte von Patrick Poivre d’Arvor. Knesebeck, München 2006, ISBN 3-89660-347-7.
- Home – Erkennen, sich informieren, fragen, verstehen, handeln. Knesebeck, München 2009, ISBN 978-3-86873-114-9.
- Home – Wir retten unsere Erde. Texte von Isabelle Delannoy. Knesebeck, München 2009, ISBN 978-3-86873-147-7.
- 6 milliards d'autres – Un portrait exceptionnel de l’Homme aujourd’hui. Relasisation Sibylle d'Orgeval un Baptiste Rouget-Luchaire. Éditions de La Martinière, Paris 2009, ISBN 978-2-7324-3799-6.

## Filme
- Die Erde von oben – mit dem Fotografen Yann Arthus-Bertrand um die Welt. Frankreich 2004, Regie: Emilio Pacull, deutsche Erstsendung: 3. Juli 2006, WDR
- Home. Dokumentarfilm, Frankreich 2009[14]
- Paris, vom Himmel gesehen. Künstlerischer Kurzfilm, Frankreich 2010[15]
- Planet Ocean, mit Michael Pitiot, 2012
- Metz und das Land, vom Himmel gesehen. Künstlerischer Kurzfilm, Frankreich 2013[16]
- Human – Die Menschheit. Dokumentarfilm. Frankreich 2015[17]
- Terra. Dokumentarfilm. Frankreich 2015
- Woman – 2000 Frauen. 50 Länder. 1 Stimme. Dokumentarfilm (zusammen mit Anastasia Mikova). 2019
- Legacy – Das Erbe der Menschheit. Dokumentarfilm. Frankreich 2021